# Sanitätsschule der Luftwaffe
Koordinaten: 49° 41′ 19″ N, 9° 57′ 0″ O
Die Sanitätsschule der Luftwaffe (SanSLw) war bis zu ihrer Auflösung im Jahre 1996 als einzige Einheit in der Emil-von-Behring-Kaserne an der Bundesstraße 19 beheimatet. In abgeschiedener Lage abseits jeder anderen Bebauung begründete und bildete sie seinerzeit den Ortsteil Klingholz der Gemeinde Giebelstadt im Landkreis Würzburg und war die einzige Bundeswehr-Kaserne mit eigener Postleitzahl.
Vorgänger der SanSLw war das „Luftwaffensanitätsausbildungsbataillon“ mit 4 Ausbildungskompanien in Fürstenfeldbruck (1. Kompanie und Stab), Lauda in Franken (Tauber-Franken-Kaserne, 2. Kompanie), Kempten (Allgäu) (Artillerie-Kaserne, 3. Kompanie), Neustadt bei Marburg (4. Kompanie). Im Herbst 1968 erfolgte die Zusammenlegung in der neu erbauten Emil-von-Behring-Kaserne in Klingholz und 1972 die Umstrukturierung zur einzigen Sanitätsschule der Luftwaffe.
Die Schule bestand aus vier Inspektionen, der Stabskompanie und der Sanitätsstaffel. Deren Hauptaufgabe bestand in der ersten Heranführung der Soldaten an sanitätsdienstliche Aufgaben. Zuvor hatten diese in der Regel nach der Einberufung die erste Hälfte der Allgemeinen Grundausbildung in anderen Kasernen absolviert. Daran schloss sich in der Sanitätsschule die zweite Hälfte der Grundausbildung mit dem Schwerpunkt auf Erster Hilfe an. Für Kraftfahrer im Sanitätsdienst war damit die Ausbildung an der Schule beendet. Für näher am Patienten arbeitende Sanitätssoldaten folgte noch ein weiterer Lehrgang in der Krankenpflege. In der Regel schloss die Sanitätsausbildung danach mit einem Praktikum in einem Bundeswehrkrankenhaus ab. Die Absolventen kamen im Wesentlichen in Sanitätsstaffeln und Bundeswehrkrankenhäusern zum Einsatz.
Vereinzelt führte die Schule auch Fortbildungslehrgänge für Reservisten durch. 1989 traten in Klingholz die ersten weiblichen Mannschaftsdienstgrade und Unteroffiziersanwärter des Sanitätsdienstes der Luftwaffe ihren Dienst an.
Nach der Neugliederung des Sanitätswesens in der deutschen Bundeswehr gibt es keine getrennte Ausbildung der Luftwaffen-, Heeres- oder Marine-Sanitäter mehr. Der Zentrale Sanitätsdienst der Bundeswehr wurde geschaffen. Die seit 1968 existierende Kaserne wurde am 31. Dezember 1996 endgültig geschlossen.
Die ehemalige Kasernenzufahrt heißt heute Emil-von-Behring-Straße und erinnert so an Kaserne und deren Namensgeber. Auf deren 12,5 ha großen Gelände befindet sich heute ein „Innovationspark“ mit über 500 Arbeitsplätzen. Dieser weitet sich derzeit unter Beibehaltung des Ortsnamens Klingholz als Industriegebiet auf die unmittelbar benachbarte Gemeinde Reichenberg aus.